# Rychločtení
Rychločtení je speciální metoda vnímání textu očima a jeho myšlenkové zpracování, při němž dochází současně se zvyšováním rychlosti i k lepšímu zapamatování přečteného a k lepšímu odlišení podstatného a druhořadého. Zde se synonymicky pro pojem „rychločtení“ používá též pojmu „rychlé čtení“.
Širším pojmem než pojem „rychločtení“ je pojem „racionální čtení“, který se používá pro celý souhrn způsobů, strategií a taktik vnímání textových informací (různé obtížnosti) očima a jeho myšlenkové zpracování. Zjednodušeně: racionální čtení = rychlovyhledávání + rychločtení + rychlostudium.
Metoda rychločtení, že každé zrychlení čtení je provázeno větší povrchností čtení a každé obsahové prohloubení je provázeno snížením rychlosti.
Pojmy „rychločtení“ a „racionální čtení“ byly neprávem zapsanými slovními ochrannými známkami, jejichž majitelem byl David Gruber. V roce 2014 Úřad průmyslového vlastnictví prohlásil obě známky za neplatné z důvodů neschopnosti odlišit soutěžitele na trhu. Potvrdil tak, že oba pojmy bylo možné volně používat i v době, kdy byly známky zapsané.

## Z historie rychločtení a podobných metod
Novodobé pokusy číst rychleji a více si z textu pamatovat se datují od konce 20. let minulého století. Začaly v USA. Psychologické výzkumy s tachystoskopem prokázaly, že s pomocí určitého tréninku dokáže průměrný člověk rozpoznat obrázky, které se objevovaly na obrazovce pouhou 1/500 sekundy (2 ms). Ačkoliv obrázky použité v USA byly pouze černobílé obrysy letadel, měl tento výzkum dopad na výzkum čtení. Za první moderní knihu o americkém rychločtení se považuje dílo Waltera B. Pitkina The Art of Rapid Reading z roku 1929. Kurzům se věnovaly především Harvard University a University of Texas v Austinu.

Příklad cvičení očních svalů pro rychlé čtení

Během druhé světové války se americké metody rozšířily i do Evropy a rozšířila se obliba různých přístrojů a pomůcek. Učitelka Evelyn Woodová z University of Utah vyšla v 50. a 60. letech z pomocných pohybů rukou a zahájila, rozvinula a zpopularizovala komerční kurzy pod názvem Evelyn Wood Speed Reading Dynamics. Těchto kurzů se účastnili i zaměstnanci Bílého domu. Různé varianty rychločtení se rozvíjely i v jiných státech. Jedna a tatáž metoda (s různými menšími rozdíly) byla vždy založena hlavně na očně technických dovednostech – např. širokém zrakovém rozpětí, zmenšování počtu fixací na řádek, potlačování regresí a subvokalizací, snaze o čtení stránky textu jen svisle shora dolů atp. Mozkové dovednosti (tj. „aby i hlava brala text rychleji, když už oko jej bere rychleji“) byly až sekundární, často i podružné. 
V jediném českém knižním překladu těchto zahraničních metod z roku 1972 – v publikaci německého autora Wolfganga Zielke Čteme rychleji, čteme lépe. byl překladateli zvolen termín „rychlé čtení“ nebo synonymický termín „rychločtení“. I některé řídké české pokusy o zkoumání a aplikace této metody do 80. let minulého století používaly pojmů „rychločtení“, „rychlé čtení“.

## Rychločtení v Česku a bývalém Československu
V bývalé ČSSR se těmto metodám věnoval na Slovensku profesor slovenštiny Univerzity Komenského Bratislava Jozef Mistrík.

### David Gruber
V 80. letech 20. století zpopularizoval rychločtení David Gruber, jehož kurzy rychločtení vycházely kromě tehdy populárního Mladého světa také v Technickém týdeníku, Květech, slovenském Svetu nebo oborovém časopise Čtenář. 

V roce 1985 zpracoval David Gruber námět a scénář desetidílného vzdělávacího seriálu „Kurs rychlého čtení“ pro Československou televizi, redakci Publicistiky, dokumentaristiky a vzdělávání, Studio Ostrava. Seriál také moderoval. Díly tohoto televizního seriálu byly doprovázeny dálkovým přenosem softwaru k rychločtení.
Gruberovy kurzy jsou specifické užíváním tzv. psychovzorců, kapitoly o efektivním studiu angličtiny, komplex trénování paměti s tzv. „paměťovou asociační listinou“, know-how k vyhmátnutí podstaty textu, metodu NEANA, metodu párového synergického čtení, řadu prezentačních a komunikačních dovedností aj.[zdroj?] Gruberova podoba kurzu byla založena hlavně na efektivnější práci mozku při zpracování textových informací. Výcvik v lepší práci očí zde zůstal zachován, ale už jen v okrajové míře.

V roce 2012 vznikla v ČR online aplikace na výuku rychlého čtení pod názvem Rozečti.se, která vyhrála soutěž Nápad roku.
V roce 2022 publikoval Jan Kohut, kritický článek, ve kterém tvrdí, že rychločtení není reálné. Kohut se odkazuje zvláště na studie amerického psychologa Keitha Raynera, který během desítek let, kdy se věnoval výzkumu čtení, zjistil, že rychlost čtení, která přesahuje 400-500 slov za minutu už nevyhnutelně vede ke zhoršenému porozumění. Dále tvrdí, že rychločtení má uplatnění pouze tehdy, pokud chce čtenář z textu pochopit základní myšlenky, nemůže však očekávat dokonalé porozumění všech detailů. V článku rovněž píše, že tradiční metody rychločtení jako např. rozšiřování fixací nebo potlačování subvokalizace nepomáhají. Ze studií, na které se Kohut odkazuje, vychází, že není možné najednou fixovat více než 7-9 znaků, při čtení jsme omezováni velikostí naší fovey (středu žluté skvrny). Z dalších studií se zase ukazuje, že subvokalizace je nezbytná pro dobré pochopení textů.